# Jaciment arqueològic de l'Institut de Batxillerat Antoni Pous i Argila
El Jaciment de l'Institut de Manlleu és un jaciment prehistòric parcialment destruït que es troba a Manlleu (Osona), inclòs a l'Inventari del Patrimoni Arqueològic i Paleontològic de Catalunya.
Fou descobert el 1985 durant les obres de construcció d’aquest Institut. Les troballes han pogut obtenir una datació absoluta del 4.000 BP, trobant-se dins de l'etapa prehistòrica del Calcolític i Bronze inicial. Es va dur a terme la investigació del jaciment amb campanyes d’excavacions d’urgència dirigides pel Dr. Miquel Molist, Walter Cruells i Teresa Rodón. Es tracta d’un assentament a l’aire lliure, on actualment ja no se’n conserven les restes i el material arqueològic es conserva al Museu Industrial del Ter i al Museu Episcopal de Vic.

## Descobriment
Durant les obres de fonamentació i remodelatge de la zona destinada a la construcció de l’Institut de Batxillerat Antoni Pous i Argila, a la localitat osonenca de Manlleu, es va descobrir el jaciment de forma casual, l’any 1985. Els operaris que hi efectuaven els primers treballs observaren l’aparició de restes arqueològiques, situades en uns “forats” circulars juntament amb força quantitat de pedres, una part de les quals foren recollides i posteriorment, estudiades i mostrades a l'exposició “Testimonis gràfics de la història de Manlleu”. Des de les primeres troballes fortuïtes es va plantejar la possible singularitat del jaciment, ja que podia tractar-se d’un possible poblat a l’aire lliure.
Els primers localitzats aleshores a Catalunya, de la cronologia del Calcolític i Bronze inicial, també comprenien restes humanes que plantejaven la possible existència d’una necròpolis o lloc d’enterrament.

## Campanya d’excavacions
L’any 1986 es va dur a terme una campanya de seguiment arqueològic de caràcter urgent, que va refermar la importància de la troballa, confirmant així de que es tractava d’un poblat a l’aire lliure. D’aquesta manera, es va ratificar la conveniència de desenvolupar treballs arqueològics més sistemàtics i extensos.
Les campanyes d'excavació arqueològica amb caràcter d’urgència dels anys següents, 1987 i 1988, amb l'equip de professionals dins l’arqueologia dirigits pel Dr. Miquel Molist, Walter Cruells i Teresa Rodón. Aquestes campanyes documentaren un important nombre d’evidències de diferents tipus d’estructures i gran quantitat de materials arqueològics diversos. Malgrat que una part del jaciment havia estat destruït, les intervencions arqueològiques van fer possible disposar de prou informació per realitzar una aproximació global i conèixer, detalladament, els trets més significatius.
En la seva totalitat, els treballs arqueològics es van desenvolupar en una superfície de 1.715m2. Es va estimar que, originalment, el jaciment hauria tingut una extensió d’aproximadament uns 6.800m2, per tant, se’n va excavar una petita part de la seva mida original.
L’informe de les troballes fou tramès al Servei d’Arqueologia de la Generalitat de Catalunya i al Servei d’Urbanisme de l’Ajuntament de Manlleu, i s'acordà protegir l’àrea propera a les troballes, subjectant així els futurs permisos d’obres que se’n fessin sol·licitud a un seguiment i una prospecció arqueològica prèvia.

## Metodologia
Les excavacions es desenvoluparen amb caràcter d’urgència. En aquest sentit, calia adaptar l'estratègia d’objectius per tant d’adequar-la a una metodologia de treball que permetés el seu compliment, per no deturar excessivament les obres de construcció ja en curs. Es procedí a una compartimentació de l’àrea afectada (d’uns 2.200m2) en franges paral·leles d’uns 2,50 m d’amplada per les llargades màximes del solar. Es procedí a rebaixar cada una de les franges uns 5/8 cm (la màxima precisió que pot aportar una pala mecànica) per cada passada, fet que permetia fer observacions en relació amb els canvis de coloració de les terres o aparicions de qualsevol resta arqueològica.
D’aquesta manera, es pogueren determinar les primeres restes estructurals, principalment fosses de diversa morfologia, que es presentaven com petites formacions de terra, de component orgànic, i envoltades d’un nivell d’argiles inorgàniques corresponents a un estrat geològic natural.
El procés d’urgència impedia fer tasques pròpies a desenvolupar al jaciment, com el garbellament de la totalitat de les terres que omplien les fosses, de manera que es procedia amb el garbellament d’un percentatge de les terres extretes que es completava amb la recuperació d’un altre alt percentatge (sent més d’1,2 tones), provinents del conjunt de fosses i que foren tractades en una màquina de flotació. Aquesta recuperació de sediments formava part de l’interès per analitzar els aspectes paleoambientals, així com els més de 1.200 kg de sediments recuperats que s'utilitzaren per a les anàlisis carpològiques,  pol·líniques, sedimentològiques i antracològiques.

## Resultats

### Materials arqueològics
Les excavacions van documentar 33 estructures de diferents tipologies (anomenades IM, de la IM-1 a la IM-33) i un total de 1621 elements materials, la majoria ceràmics:
- 1355 fragments de ceràmica

- 194 ossos de fauna
- 63 restes lítiques
- Nombre reduït d'altres tipus de materials arqueològics

A aquestes troballes també cal afegir mostres arqueobotàniques com de carbons, pòl·lens, etc, que es van recuperar durant la intervenció i amb el procés posterior de flotació de terres contingudes en diferents estructures.
A part de l'estudi de les estructures i materials arqueològics, les altres tipologies de restes van permetre l'estudi de restes de fruits i llavors carbonitzades, restes de pol·len, l'estudi de la dieta humana a partir de l’anàlisi d’oligoelements, l’anàlisi de les restes de fauna i estudis antropològics, entre d'altres.
Pel que fa a les troballes:
- Entre les restes ceràmiques es troben fragments informes i de vora sense decorar o bé amb decoració incisa, aplicació de cordons, nanses llengüetes i mugrons així com destaca la troballa d’un bol ceràmic multiperforat utilitzat com a formatgera.
- Indústria lítica: gratador de sílex translúcid, fragments de làmina de sílex, grans còdols, possiblement utilitzats com a mà de molí.

- Restes antropològiques: restes de tres individus, dos dels quals ben identificats, anomenats Individu I i Individu II.

- Estructures d’enterrament: sitja o fossa d’emmagatzematge excavada i reutilitzada com a estructura funerària, anomenada IM-6.

- Restes de fauna: diverses restes òssies d’ovicaprins, suids i bòvids.

- Restes botàniques: restes de pol·len de pi, carbons de roure i granes carbonitzades d’ordi vestit i nu.

### Estratigrafia
Pel que fa a l’anàlisi dels estrats, s'ha pogut diferenciar els següents estadis:
1. Estrat superficial/A: nivell de terres i material de construcció dipositats recentment, a conseqüència de les obres realitzades.
2. Estrat superficial/B: nivell de terres orgàniques de color marró fosc, correspon als nivells afectats per la pràctica agrícola. Cal destacar que ja apareixen restes arqueològiques molt barrejades, des de ceràmiques a torn i vidrades fins a fragments fets a mà.
3. Estrat I: nivell de terres vermelloses de diferents intensitats i components, connecta i fa d’unió entre els nivells superficial/B i estrat II. Presenta poques restes materials, on hi destaquen ceràmiques confeccionades a mà i de factura antiga.
4. Estrat II: nivell de terres color groc verd, inorgàniques, nivell purament de composició geològica. En aquest nivell totes les estructures són excavades i al final apareixen graves quaternàries.

### Estructures
Les 33 tipologies d’estructures, anomenades IM i, per tant, enumerades de la IM-1 a la IM-33, s'han analitzat morfològicament i agrupat de la següent manera:
- Grup 1: Fosses circulars de parets convergents (troncocòniques)

- Grup 2: Fosses circulars de parets divergents

- Grup 3: Rases de planta rectangular

- Grup 4: Llars de foc

També s'ha fet una anàlisi de la distribució espacial de les estructures, de caràcter quantitatiu, on s'ha pogut diferenciar les àrees d’habitació, amb poques evidències, de les estructures relacionades amb activitats vinculades amb el cicle agrícola (batuda, assecament i molta dels cereals).

### Cronologia
L'estudi ha permès determinar que es tracta d’un poblat permanent, però amb un funcionament curt, amb una cronologia absoluta a l'entorn dels 4.000 BP i que s'inscriuria en el moment de transició entre les fases tradicionals definides com el Calcolític i el Bronze antic.

## Publicacions
Els resultats foren publicats, primerament l’any 1987 en un article escrit per M. Molist i W. Cruells al Manlleu publicació. L’any 1989 es va donar a conèixer el jaciment amb la publicació d’articles col·lectius  a les revistes Cypsela i Tribuna d’Arqueologia. Aquell mateix any, el jaciment quedava integrat en la publicació, que ofereix una síntesi global de la història de Manlleu, Manlleu: Aproximació a la història, l'entorn, l'economia i l'estructura territorial.
L’any 1990 es va publicar el llibret Un poblat a l’aire lliure de fa 4.000 anys, El jaciment de l’Institut de Batxillerat de Manlleu (Osona), on es recollien les dades d’estructures, materials arqueològics i resultats d’alguns dels estudis especialitzats.
Posteriorment, al 1995 es publicà El Jaciment de l’Institut de Batxillerat Antoni Pous. Un assentament a l’aire lliure de finals del Calcolític (Manlleu, Osona), que es tracta d’una monografia amb explicació acurada de totes les dades i resultats fins al moment, així com hipòtesis interpretatives. Aquell mateix any, en el marc d’una reunió científica internacional, es va publicar el treball Estudio mineralógico de los materiales ceràmicos del Instituto de Bachillerato de Manlleu. Una aproximación a la ceràmica del Calcolítico/Bronce antiguo de Catalunya, on es feia una caracterització arqueomètrica de la ceràmica del jaciment, un dels primers estudis a Catalunya en aquesta línia.

## Conservació
Les restes arqueològiques de les estructures es mostren destruïdes, ja que s'hi va acabar de construir l'edifici de l’Institut de Batxillerat Antoni Pous i Argila. No obstant això, el material arqueològic que s'ha pogut recuperar es conserva al Museu Industrial del Ter i al Museu Episcopal de Vic.